# Amélie Lundahl
Amélie Lundahl (ur. 26 maja 1850 w Oulu, zm. 20 sierpnia 1914 w Helsinkach) – fińska malarka.

## Życiorys
Studiowała w Sztokholmie i Paryżu. Malowała pejzaże i portrety.

## Wybrane obrazy

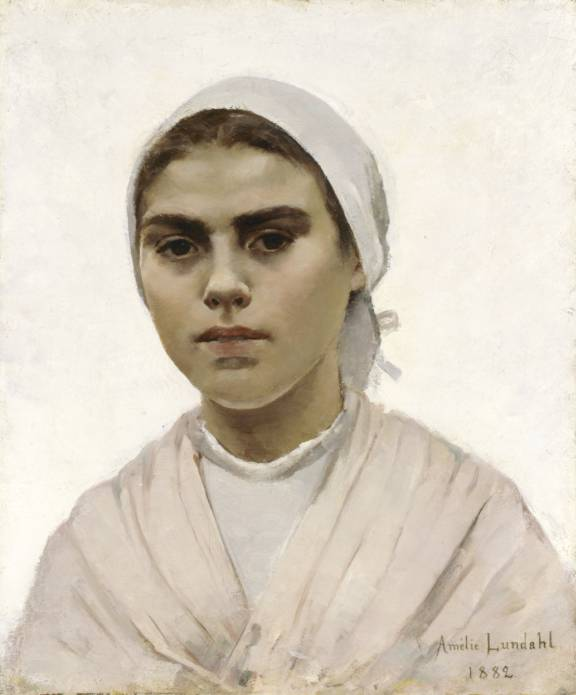
(1882)
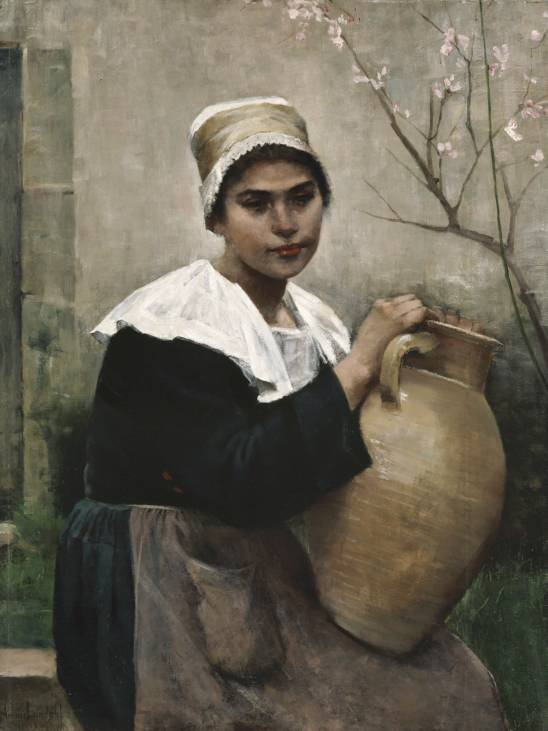
(1884)